# St. Johannes (Bergneustadt)

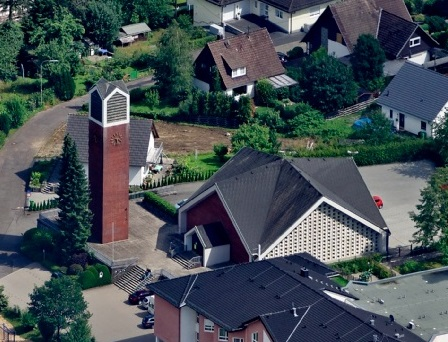
Versöhnerkirche (2015)

Die koptisch-orthodoxe Kirche St. Johannes ist ein Kirchengebäude in Bergneustadt, einer Stadt im Oberbergischen Kreis (Nordrhein-Westfalen). Bis 2020 war das Bauwerk als Versöhnerkirche im Besitz der evangelischen Kirchengemeinde.

## Geschichte
Der Sakralbau wurde 1965 errichtet und 1966 als Versöhnerkirche geweiht. Diese diente als eine von drei Kirchen der evangelischen Kirchengemeinde in Bergneustadt im Kirchenkreis An der Agger der Evangelischen Kirche im Rheinland.
Nachdem sowohl die Gemeindegliederzahlen als auch die verfügbaren finanziellen Mittel zurückgingen, wurde die Pfarrstelle an der Versöhnerkirche zum 1. August 2005 aufgehoben.
Eine umfassende Gebäudestrukturanalyse in den Jahren 2012/2013 empfahl unter Berücksichtigung baulicher, finanzieller und personeller Aspekte die Aufgabe des Gotteshauses. Nach einer erfolglosen Suche tragfähiger Nachnutzungskonzepte wurde die Veräußerung des Gebäudes beschlossen und die Kirche schließlich am 9. Juli 2017 entwidmet. Die liturgischen Gegenstände wurden hierbei symbolisch aus der Versöhnerkirche entfernt und in die Altstadtkirche überführt, die fortan als neuer Hauptort für die Gemeinde dient.
Am 6. Februar 2020 erwarb das koptisch-orthodoxe Kloster Kröffelbach die ehemalige Kirche. Da orthodoxe Christen keine Orgel benötigen, wurde das 1969 von der Werkstatt Gustav Steinmann gefertigte Instrument an die katholische Pfarrgemeinde in Himmelstadt veräußert, die auf der Suche nach einer Pfeifenorgel für die dortige historische Pfarrkirche St. Jakobus der Ältere war.
Im nun dem Evangelisten Johannes geweihten Kirchenbau finden monatlich Gottesdienste der koptischen Gemeinde statt.